# Overexposed
| Đánh giá chuyên môn  | Đánh giá chuyên môn |
| Điểm trung bình      | Điểm trung bình     |
| Nguồn                | Đánh giá            |
| -------------------- | ------------------- |
| Metacritic           | 54/100              |
| Nguồn đánh giá       |                     |
| Nguồn                | Đánh giá            |
| AllMusic             | [ 3 ]               |
| Artist Direct        | [ 4 ]               |
| BBC Music            | trái chiều          |
| Digital Spy          | [ 6 ]               |
| Entertainment Weekly | C+                  |
| The Guardian         | [ 8 ]               |
| Herald Sun           | [ 9 ]               |
| The Independent      | [ 10 ]              |
| Rolling Stone        | [ 11 ]              |
| Washington Post      | trái chiều          |

Overexposed là album phòng thu thứ tư của ban nhạc pop rock nước Mỹ Maroon 5. Album đã được thu âm trong năm 2011 đến 2012 và tiếp nối thành công lớn của đĩa đơn "Moves like Jagger". Album phát hành 26 tháng 6 năm 2012 ở Hoa Kỳ bởi hãng A&M/Octone Records. Ban nhạc đã làm việc với nhiều nhà sản xuất trong album này, trong đó có Max Martin, Ryan Tedder, Shellback và Benny Blanco. Ban nhạc đã phát biểu đây là album mang đậm chất pop nhất cho đến nay của nhóm, chủ yếu gồm các ca khúc thiên hướng pop, cùng với pop rock, dance-pop disco và reggae.
Bìa album thiết kế bởi nghệ sĩ Young & Sick đến từ Los Angeles, là một tập hợp các hình hoạt hình đầy màu sắc có thể được lấy cảm hứng từ các bức họa của Picasso. Đĩa đơn mở đầu "Payphone", hợp tác với rapper Wiz Khalifa và do Shellback và Benny Blanco sản xuất, đã được phát hành ngày 16 tháng 4 năm 2012, ca khúc là một thành công lớn, đạt vị trí số 2 trên Billboard Hot 100 và ARIA Charts, dẫn đầu UK Singles Chart, Canadian Hot 100 và Italian Singles Chart. Đĩa đơn thứ hai "One More Night" đã được phát hành ngày 19 tháng 6 năm 2012. Ca khúc này dẫn đầu Billboard Hot 100 trong 9 tuần và trở thành ca khúc giữ vị trí quán quân Hot 100 lâu nhất của nhóm.
Album nhận được những ý kiến trái chiều từ các nhà phê bình âm nhạc. Một số khen album, gọi đây là album hay nhất của Maroon 5. Tuy nhiên, nhiều nhà phê bình không hài lòng với hướng đi của dòng nhạc trong album này, cho rằng đây là một thất bại trong cố gắng đi theo xu hướng đương thời, và nhận xét rằng các thành viên còn lại ngoài Adam Levine đóng góp ít vai trò trong album. Album xuất hiện ở vị trí số 2 trên UK Albums Chart, bán được 38.000 bản, và cũng vị trí 2 trên Billboard 200 Mỹ, bán được 222.000 bản trong tuần đầu tiên. Để quảng bá cho album, ban nhạc đã có chuyến lưu diễn Overexposed Tour, kéo dài từ 2012–2014.

## Đĩa đơn
"Payphone" đã được phát hành làm đĩa đơn mở đầu ngày 16 tháng 4 năm, với sự tham gia của ca sĩ nhạc rap Wiz Khalifa. Ca khúc bắt đầu được bán trên iTunes ngày 16 tháng 4 năm 2012, tiếp sau màn biểu diễn ca khúc của nhóm trên The Voice mùa 2. Trên bảng Billboard Hot 100, ca khúc ra mắt ở vị trí số 3 với doanh số 493.000 bản. Đây là con số kỉ lục về doanh thu nhạc số tuần đầu tiên của một ban nhạc. Ca khúc đạt vị trí quán quân trên Canadian Hot 100, Italian Singles Chart và UK Singles Chart, leo đến vị trí 2 trên Billboard Hot 100 của Mỹ, New Zealand Singles Chart, Irish Singles Chart và Australian ARIA Charts. Ca khúc cũng lọt vào top 10 bảng xếp hạng của nhiều nước khác.
"One More Night" đã được phát hành ngày 19 tháng 6 năm 2012 làm đĩa đơn thứ hai từ album. Ngày 18 tháng 5 năm 2012, nhóm biểu diễn lần đầu ca khúc này tại Revel Casino and Hotel ở Thành phố Atlantic, Mỹ. Ca khúc viết bởi Levine, Shellback, Max Martin và Savan Kotecha. Video âm nhạc ra mắt ngày 25 tháng 6 năm 2012 trên MTV. Ca khúc ra mắt ở vị trí 42 Billboard Hot 100, đạt đến vị trí 27 Canadian Hot 100, dẫn đầu Hot 100 trong 9 tuần. Ca khúc cũng đạt thành công trên các bảng xếp hạng ở Úc, đạt đến vị trí số 2, dẫn đầu bảng xếp hạng đĩa đơn New Zealand và bảng xếp hạng quốc tế của Hàn Quốc.
"Daylight" là đĩa đơn thứ ba từ album, với video âm nhạc do Jonas Akerlund đạo diễn. Video dài hơn 10 phút, có cảnh người hâm mộ nói về những điều họ thích, ghét và chia sẻ những câu chuyện của bản thân.

## Thành công thương mại
Overexposed ra mắt ở vị trí số 2 Billboard 200 (sau Living Things của Linkin Park), với doanh số 222.000 bản, theo Nielsen SoundScan. Con số này chỉ thua 1.000 bản so với Living Things. Living Things cũng giữ chân Overexposed khỏi vị trí quán quân ở nhiều quốc gia khác. Trong tuần thứ hai, album rơi xuống vị trí số 4 ở Mỹ với doanh số 68.000. Đến tuần thứ 7 trên bảng xếp hạng, album rơi ra khỏi top 10, nhưng đã trở lại vị trí số 5 trong tuần thứ 8, nhờ việc album được bán hạ giá trên Amazon MP3 ngày 17 tháng 8 năm 2012. Nó đã tiêu thụ được 988.000 bản tại Mỹ trong năm 2012.
Tại Canada, album ra mắt ở vị trí số 3 Canadian Albums Chart, bán được 17.800 bản. Album bán được 30.000 bản ở Brasil và đạt chứng nhận Vàng. Album cũng được chứng nhận Vàng ở Nhật Bản sau khi tiêu thụ được trên 100.000 bản. Album ra mắt tại vị trí số 2 UK Albums Chart, bán được 38.000 bản. Trong năm 2012, album tiêu thụ được tổng cộng 263.000 bản ở Vương quốc Anh.

## Danh sách bài hát
| STT              | Nhan đề                              | Sáng tác                                                                   | Nhà sản xuất                                            | Thời lượng |
| ---------------- | ------------------------------------ | -------------------------------------------------------------------------- | ------------------------------------------------------- | ---------- |
| 1.               | "One More Night"                     | Adam Levine, Shellback, Savan Kotecha, Max Martin                          | Max Martin, Shellback                                   | 3:39       |
| 2.               | "Payphone" (hợp tác với Wiz Khalifa) | Levine, Benjamin Levin, Ammar Malik, Dan Omelio, Shellback, Cameron Thomaz | Shellback, Benny Blanco                                 | 3:51       |
| 3.               | "Daylight"                           | Levine, Max Martin, Mason "MdL" Levy, Sam "SAMM" Martin                    | Adam Levine, MdL, Max Martin                            | 3:45       |
| 4.               | "Lucky Strike"                       | Levine, Ryan Tedder, Noel Zancanella                                       | Ryan Tedder, Noel Zancanella                            | 3:05       |
| 5.               | "The Man Who Never Lied"             | Levine, Brian "Sweetwesty" West, Marius Moga                               | Noah "Mailbox" Passovoy, Adam Levine, Sweetwesty (add.) | 3:25       |
| 6.               | "Love Somebody"                      | Levine, Tedder, Cagaanan, Zancanella, Nathaniel Motte                      | Tedder, Zancanella, Nathaniel Motte                     | 3:49       |
| 7.               | "Ladykiller"                         | Levine, James Valentine, Michael Madden                                    | Mailbox, James Valentine, Sam Farrar (add.)             | 2:44       |
| 8.               | "Fortune Teller"                     | Levine, Valentine, Madden                                                  | Mailbox, Valentine, Farrar                              | 3:23       |
| 9.               | "Sad"                                | Levine, Valentine                                                          | Mailbox, Levine, Valentine, Cagaanan                    | 3:14       |
| 10.              | "Tickets"                            | Levine, Valentine, Madden                                                  | Mailbox, Farrar                                         | 3:29       |
| 11.              | "Doin' Dirt"                         | Levine, Shellback                                                          | Shellback                                               | 3:31       |
| 12.              | "Beautiful Goodbye"                  | Levine, Levin, Malik, Cagaanan                                             | Blanco, D.J. Kyriakides (phụ), Matthew Rappold (phụ)    | 4:15       |
| Tổng thời lượng: | Tổng thời lượng:                     | Tổng thời lượng:                                                           | Tổng thời lượng:                                        | 42:19      |

| Bunus track Brasil, UK, Ba Lan và Trung Quốc bản chuẩn | Bunus track Brasil, UK, Ba Lan và Trung Quốc bản chuẩn                                   | Bunus track Brasil, UK, Ba Lan và Trung Quốc bản chuẩn | Bunus track Brasil, UK, Ba Lan và Trung Quốc bản chuẩn | Bunus track Brasil, UK, Ba Lan và Trung Quốc bản chuẩn |
| STT                                                    | Nhan đề                                                                                  | Sáng tác                                               | Nhà sản xuất                                           | Thời lượng                                             |
| ------------------------------------------------------ | ---------------------------------------------------------------------------------------- | ------------------------------------------------------ | ------------------------------------------------------ | ------------------------------------------------------ |
| 13.                                                    | "Moves Like Jagger" (Thu âm từ màn biểu diễn The Voice) (hợp tác với Christina Aguilera) | Levine, Levin, Malik, Shellback                        | Shellback, Blanco                                      | 3:21                                                   |

| Bonus track bản Deluxe | Bonus track bản Deluxe | Bonus track bản Deluxe                                                                            | Bonus track bản Deluxe        | Bonus track bản Deluxe |
| STT                    | Nhan đề                | Sáng tác                                                                                          | Nhà sản xuất                  | Thời lượng             |
| ---------------------- | ---------------------- | ------------------------------------------------------------------------------------------------- | ----------------------------- | ---------------------- |
| 13.                    | "Wipe Your Eyes"       | Levine, Jonathan Rotem, Ross golan, Sanjeet Singh Kang, Damon Albarn, Mariam Doumbia, Marc Moreau | J.R. Rotem, Shawn Kang (add.) | 3:34                   |
| 14.                    | "Wasted Years"         | Levine, Valentine, Madden, Jesse Carmichael, Ryan Dusick, Richard Penniman                        | Sam Spiegel, Sam Farrar (co.) | 3:33                   |
| 15.                    | "Kiss"                 | Prince                                                                                            | Maroon 5, Mailbox (add.)      | 7:00                   |

Ghi chú
- "Wipe Your Eyes" có lấy một phần nhạc từ bài hát "Sabali", viết bởi Damon Albarn, Mariam Doumbia và Marc Moreau, biểu diễn bởi Amadou & Mariam.
- "Wasted Years" có lấy phần nhạc từ "The Rill Thing", viết bởi Richard Penniman, biểu diễn bởi Little Richard.

## Xếp hạng và chứng nhận
| Bảng xếp hạng (2012)                    | Vị trí cao nhất |
| --------------------------------------- | --------------- |
| Australian Albums Chart                 | 4               |
| Austrian Albums Chart                   | 7               |
| Belgian Albums Chart (Flanders)         | 18              |
| Belgian Albums Chart (Wallonia)         | 16              |
| Canadian Albums Chart                   | 3               |
| Danish Albums Chart                     | 4               |
| Dutch Albums Chart                      | 3               |
| Finnish Albums Chart                    | 28              |
| French Albums Chart                     | 5               |
| German Albums Chart                     | 4               |
| Hungarian Albums Chart                  | 23              |
| Irish Albums Chart                      | 3               |
| Italian Albums Chart                    | 3               |
| Japanese Albums Chart                   | 5               |
| Mexican Albums Chart                    | 3               |
| New Zealand Albums Chart                | 3               |
| Norwegian Albums Chart                  | 6               |
| Polish Albums Chart                     | 42              |
| Portuguese Albums Chart                 | 5               |
| Russian Albums Chart                    | 19              |
| Scottish Albums Chart                   | 1               |
| South Korean Albums Chart               | 4               |
| South Korean International Albums Chart | 1               |
| Spanish Albums Chart                    | 5               |
| Swedish Albums Chart                    | 33              |
| Swiss Albums Chart                      | 7               |
| UK Albums Chart                         | 2               |
| US Billboard 200                        | 2               |

| Bảng xếp hạng (2012) | Vị trí |
| -------------------- | ------ |
| Canada               | 18     |
| Swiss Albums Chart   | 87     |
| Anh quốc             | 29     |
| Mỹ Billboard Hot 100 | 21     |

| Quốc gia                                                                           | Chứng nhận | Số đơn vị/doanh số chứng nhận |
| ---------------------------------------------------------------------------------- | ---------- | ----------------------------- |
| Úc (ARIA)                                                                          | Bạch kim   | 70.000^                       |
| Brasil (Pro-Música Brasil)                                                         | Vàng       | 20.000*                       |
| Pháp (SNEP)                                                                        | Vàng       | 50.000*                       |
| Hàn Quốc (Gaon)                                                                    |            | 16.766                        |
| México (AMPROFON)                                                                  | Vàng       | 30.000^                       |
| New Zealand (RMNZ)                                                                 | Vàng       | 7.500^                        |
| Philippines (PARI)                                                                 | Vàng       | 7.500^                        |
| Anh Quốc (BPI)                                                                     | Bạch kim   | 300.000^                      |
| Hoa Kỳ (RIAA)                                                                      | Bạch kim   | 1,431,000                     |
| Thế giới (IFPI)                                                                    | —          | 2.200.000                     |
| * Chứng nhận dựa theo doanh số tiêu thụ. ^ Chứng nhận dựa theo doanh số nhập hàng. |            |                               |

## Thời gian phát hành
| Khu vực                     | Ngày                | Hãng đĩa   | Định dạng               |
| --------------------------- | ------------------- | ---------- | ----------------------- |
| Nhật Bản                    | 20 tháng 6 năm 2012 | A&M/Octone | CD, CD/DVD, Tải nhạc số |
| Đức                         | 22 tháng 6 năm 2012 | A&M/Octone | CD, download tải về     |
| Hàn Quốc                    | 25 tháng 6 năm 2012 | A&M/Octone | CD, download tải về     |
| Philippines                 | 25 tháng 6 năm 2012 | A&M/Octone | CD, download tải về     |
| Vương quốc Anh              | 25 tháng 6 năm 2012 | A&M/Octone | CD, download tải về     |
| Ba Lan                      | 26 tháng 6 năm 2012 | A&M/Octone | CD, download tải về     |
| Hoa Kỳ                      | 26 tháng 6 năm 2012 | A&M/Octone | CD, download tải về     |
| Hàn Quốc (Bản Deluxe thứ 2) | 17 tháng 6 năm 2012 |            |                         |

## Danh sách thực hiện
- Adam Levine - Hát chính, guitar
- Mickey Madden - Bass
- James Valentine - Guitar
- Matt Flynn - Trống
- PJ Morton - Keyboards